# Unione montana di comuni Valgrande e del Lago di Mergozzo
L'unione montana di comuni Valgrande e del Lago di Mergozzo è un ente locale sovracomunale, con autonomia statutaria, costituitosi nel 2013, che aggrega i sette comuni di Aurano, Cambiasca, Caprezzo, Intragna, Miazzina, Mergozzo e San Bernardino Verbano.

## Storia
L'unione Valgrande e del Lago di Mergozzo è nata nel 2013 dopo lo scioglimento della Comunità montana del Verbano.
Oltre a questa unione dopo lo scioglimento della comunità montana sono subentrate nel territorio del Verbano anche le unioni del Lago Maggiore e di Arizzano, Premeno e Vignone.

## Territorio
L'unione si trova quasi interamente lungo la valle Intrasca e nella parte bassa della Val d'Ossola, in corrispondenza del lago di Mergozzo.
Parte del territorio è compresa nel Parco Nazionale della val Grande.

## Principali funzioni
- La gestione associata dei servizi: scuole, servizi pubblici, servizi sociali, trasporti, protezione civile, rifiuti, polizia locale, urbanistica e opere pubbliche.
- La gestione associata delle "funzioni montane": difesa del suolo, sicurezza del territorio montano e le politiche alimentari, agricole e forestali.
- La tutela del territorio con il turismo e le attività commerciali: promozione turistica, sport, cultura e la cooperazione transfrontaliera.

## Demografia dei Comuni
Nel dettaglio fanno parte dell'unione i seguenti 7 comuni:
| Posizione     | Stemma | Città                  | Popolazione (ab) | Superficie (km²) | Densità (ab/km²) | Altitudine (m s.l.m.) | Altitudine Minima (m s.l.m.) | Altitudine Massima (m s.l.m.) |
| ------------- | ------ | ---------------------- | ---------------- | ---------------- | ---------------- | --------------------- | ---------------------------- | ----------------------------- |
| 1º            |        | Mergozzo               | 2 211            | 27,3             | 81               | 196                   | 182                          | 2060                          |
| 2º            |        | Cambiasca              | 1 666            | 3,96             | 421              | 290                   | 265                          | 761                           |
| 3º            |        | San Bernardino Verbano | 1 318            | 26,68            | 49,4             | 304                   | 199                          | 2075                          |
| 4º            |        | Miazzina               | 382              | 21,18            | 18,1             | 721                   | 468                          | 2151                          |
| 5º            |        | Caprezzo               | 164              | 7,26             | 22,6             | 530                   | 349                          | 1563                          |
| 6º            |        | Intragna               | 111              | 9,92             | 11,2             | 729                   | 371                          | 1950                          |
| 7º            |        | Aurano                 | 110              | 21,16            | 5,2              | 683                   | 411                          | 2150                          |
| Totale unione | –      | –                      | 5962             | 117,46           | 50,8             | -                     | 182                          | 2151                          |